# مک‌لارن ام‌پی۴-۳۱
مک‌لارن ام‌پی۴–۳۱ (به انگلیسی: ‎McLaren MP4-31‎) یک خودروی مسابقه‌ای فرمول یک بود که توسط تیم گاس، مت موریس و پیتر پرودرومو طراحی شد و توسط مک‌لارن برای شرکت در مسابقات فرمول یک فصل ۲۰۱۶ ساخته شد. فرناندو آلونسو، جنسون باتن و اشتوفل واندورن رانندگانی بودند که در این فصل با این خودرو رانندگی کردند.
پیشرانهٔ این خودرو از نوع وی۶ توربو با حجم ۱۶۰۰ سی‌سی بوده و جعبه‌دندهٔ آن به‌صورت نیمه‌خودکار متغیر پیوسته با پدال تعویض دنده و دارای ۸ دنده + ۱ دنده عقب بود.
این خودرو مجموعاً در ۲۱ مسابقه شرکت کرد و در این مسابقات تنها یک بار سریع‌ترین زمان برای طی یک دور پیست را به نام خود ثبت کرد.